# Billie Jean King Cup Finals 2020-2021
La Billie Jean King Cup Finals 2021, prèviament coneguda com el Grup Mundial de la Copa Federació de tennis, correspon al nivell més alt de la Billie Jean King Cup 2020-2021.
Originalment s'havia de celebrar entre el 14 i el 19 d'abril de 2020 al Papp László Budapest Sportaréna de Budapest (Hongria) sobre terra batuda, però es va suspendre la seva celebració degut a la pandèmia de COVID-19. Posteriorment es va ajornar al 13 i 18 d'abril de 2021 en el mateix emplaçament, però finalment es va confirmar la seva celebració al O2 Arena de Praga (Txèquia), aquí sobre pista dura interior, entre els dies 1 i 6 de novembre de 2021.

## Equips
Els dotze equips nacionals que van participar en l'esdeveniment es van classificar segons: els dos finalistes de l'edició anterior, el país organitzador, els vuit guanyadors de la fase de classificació i un més convidat.
| Alemanya   | Austràlia  | Bèlgica     | Belarús      |
| Canadà (I) | Eslovàquia | Espanya     | França (C)   |
| Rússia     | Suïssa     | Txèquia (A) | Estats Units |

### Caps de sèrie
1. França
2. Austràlia
3. Estats Units
4. Txèquia

### Participants
| Alemanya                 | Alemanya | Alemanya |
| ------------------------ | -------- | -------- |
| Capità: Rainer Schüttler |          |          |
| Jugadora                 | RI       | RD       |
| Angelique Kerber         | 9        | 379      |
| Andrea Petković          | 76       | 135      |
| Jule Niemeier            | 134      | −        |
| Anna-Lena Friedsam       | 137      | 93       |
| Nastasja Schunk          | 297      | 1319     |

| Austràlia              | Austràlia | Austràlia |
| ---------------------- | --------- | --------- |
| Capitana: Alicia Molik |           |           |
| Jugadora               | RI        | RD        |
| Ajla Tomljanović       | 43        | 140       |
| Storm Sanders          | 131       | 33        |
| Ellen Perez            | 200       | 43        |
| Olivia Gadecki         | 232       | 180       |
| Daria Gavrilova        | 412       | 559       |

| Bèlgica                 | Bèlgica | Bèlgica |
| ----------------------- | ------- | ------- |
| Capità: Johan Van Herck |         |         |
| Jugadora                | RI      | RD      |
| Elise Mertens           | 18      | 1       |
| Greet Minnen            | 70      | 81      |
| Ysaline Bonaventure     | 146     | 395     |
| Kirsten Flipkens        | 160     | 148     |

| Belarús                    | Belarús | Belarús |
| -------------------------- | ------- | ------- |
| Capitana: Tatiana Poutchek |         |         |
| Jugadora                   | RI      | RD      |
| Aliaksandra Sasnovich      | 88      | 79      |
| Yuliya Hatouka             | 192     | 495     |
| Iryna Shymanovich          | 263     | 311     |
| Vera Lapko                 | 356     | 238     |
| Lidziya Marozava           | −       | 90      |

| Canadà                  | Canadà | Canadà |
| ----------------------- | ------ | ------ |
| Capità: Sylvain Bruneau |        |        |
| Jugadora                | RI     | RD     |
| Rebecca Marino          | 148    | 175    |
| Carol Zhao              | 328    | 570    |
| Françoise Abanda        | 353    | –      |
| Gabriela Dabrowski      | 710    | 5      |

| Eslovàquia                | Eslovàquia | Eslovàquia |
| ------------------------- | ---------- | ---------- |
| Capità: Matej Liptak      |            |            |
| Jugadora                  | RI         | RD         |
| Anna Karolína Schmiedlová | 83         | 621        |
| Kristína Kučová           | 111        | −          |
| Rebecca Šramková          | 172        | 491        |
| Viktória Kužmová          | 175        | 59         |
| Tereza Mihalíková         | 618        | 111        |

| Espanya                           | Espanya | Espanya |
| --------------------------------- | ------- | ------- |
| Capitana: Anabel Medina Garrigues |         |         |
| Jugadora                          | RI      | RD      |
| Sara Sorribes Tormo               | 37      | 69      |
| Nuria Párrizas Díaz               | 66      | 359     |
| Aliona Bolsova                    | 163     | 86      |
| Rebeka Masarova                   | 167     | 270     |
| Carla Suárez Navarro              | 330     | 1103    |

| França                   | França | França |
| ------------------------ | ------ | ------ |
| Capità: Julien Benneteau |        |        |
| Jugadora                 | RI     | RD     |
| Alizé Cornet             | 59     | 281    |
| Caroline Garcia          | 75     | 170    |
| Clara Burel              | 77     | 268    |
| Fiona Ferro              | 105    | 410    |

| Rússia                    | Rússia | Rússia |
| ------------------------- | ------ | ------ |
| Capità: Igor Andreev      |        |        |
| Jugadora                  | RI     | RD     |
| Anastassia Pavliutxénkova | 12     | 108    |
| Dària Kassàtkina          | 28     | 284    |
| Veronika Kudermétova      | 31     | 11     |
| Ekaterina Alexandrova     | 32     | 146    |
| Liudmila Samsonova        | 40     | 1342   |

| Suïssa                  | Suïssa | Suïssa |
| ----------------------- | ------ | ------ |
| Capità: Heinz Günthardt |        |        |
| Jugadora                | RI     | RD     |
| Belinda Bencic          | 17     | 155    |
| Jil Teichmann           | 39     | 106    |
| Viktorija Golubic       | 45     | 145    |
| Stefanie Vögele         | 116    | 964    |

| Txèquia             | Txèquia | Txèquia |
| ------------------- | ------- | ------- |
| Capità: Petr Pála   |         |         |
| Jugadora            | RI      | RD      |
| Barbora Krejčíková  | 3       | 3       |
| Markéta Vondroušová | 35      | 66      |
| Tereza Martincová   | 48      | 188     |
| Kateřina Siniaková  | 49      | 2       |
| Lucie Hradecká      | 557     | 29      |

| Estats Units            | Estats Units | Estats Units |
| ----------------------- | ------------ | ------------ |
| Capitana: Kathy Rinaldi |              |              |
| Jugadora                | RI           | RD           |
| Danielle Collins        | 30           | 492          |
| Shelby Rogers           | 42           | 74           |
| Sloane Stephens         | 63           | 1085         |
| CoCo Vandeweghe         | 151          | 156          |
| Caroline Dolehide       | 197          | 28           |

## Format
| Dates                            | Ronda       | Equips                    |
| -------------------------------- | ----------- | ------------------------- |
| 1−4 de novembre (dilluns−dijous) | Round Robin | 12 (4 grups de 3 equips)  |
| 5 de novembre (divendres)        | Semifinals  | 4 (guanyadors dels grups) |
| 6 de novembre (dissabte)         | Final       | 2                         |

## Fase de grups

### Resum
| Grup | Primer       | Primer | Primer | Primer | Segon      | Segon | Segon | Segon | Tercer   | Tercer | Tercer | Tercer |
| Grup | País         | E      | P      | S      | País       | E     | P     | S     | País     | E      | P      | S      |
| ---- | ------------ | ------ | ------ | ------ | ---------- | ----- | ----- | ----- | -------- | ------ | ------ | ------ |
| A    | Rússia       | 2−0    | 5−1    | 11−4   | Canadà     | 1−1   | 2−4   | 5−9   | França   | 0−2    | 2−4    | 6−9    |
| B    | Austràlia    | 2−0    | 4−2    | 8−7    | Bèlgica    | 1−1   | 3−3   | 8−7   | Belarús  | 0−2    | 2−4    | 6−8    |
| C    | Estats Units | 1−1    | 3−3    | 7−6    | Eslovàquia | 1−1   | 3−3   | 8−8   | Espanya  | 1−1    | 3−3    | 7−8    |
| D    | Suïssa       | 2−0    | 5−1    | 10−3   | Txèquia    | 1−1   | 3−3   | 7−7   | Alemanya | 0−2    | 1−5    | 4−11   |

### Grup A

#### Classificació
| CS | País   | França | Rússia | Canadà | Punts | Partits | Sets   | Pos. |
| 1  | França |        | 1−2    | 1−2    | 0 − 2 | 2 − 4   | 6 − 9  | 3    |
|    | Rússia | 2−1    |        | 3−0    | 2 − 0 | 5 − 1   | 11 − 4 | 1    |
|    | Canadà | 2−1    | 0−3    |        | 1 − 1 | 2 − 4   | 5 − 9  | 2    |

#### França vs. Canadà
| · França · 1 | O₂ Arena, Praga, Txèquia 1 de novembre de 2021 Dura interior | O₂ Arena, Praga, Txèquia 1 de novembre de 2021 Dura interior   | · Canadà · 2 |      |     |  |
| \| \| [4] \| \| 1 \| 2 \| 3 \| \| \| - \| --------------- \| -------------------------------------------------------------- \| --- \| ---- \| --- \| \| \| 1 \| França · Canadà \| Fiona Ferro Françoise Abanda \| 6 4 \| 4 6 \| 4 6 \| \| \| 2 \| França · Canadà \| Alizé Cornet Rebecca Marino \| 6 4 \| 7 6⁵ \| \| \| \| 3 \| França · Canadà \| Clara Burel / Alizé Cornet Gabriela Dabrowski / Rebecca Marino \| 3 6 \| 6⁶ 7 \| \| \| |                                                              |                                                                |              |      |     |  |
| | [ 4 ]                                                        |                                                                | 1            | 2    | 3   |  |
| 1 | França · Canadà                                              | Fiona Ferro Françoise Abanda                                   | 6 4          | 4 6  | 4 6 |  |
| 2 | França · Canadà                                              | Alizé Cornet Rebecca Marino                                    | 6 4          | 7 6⁵ |     |  |
| 3 | França · Canadà                                              | Clara Burel / Alizé Cornet Gabriela Dabrowski / Rebecca Marino | 3 6          | 6⁶ 7 |     |  |

#### Rússia vs. Canadà
| · Rússia · 3 | O₂ Arena, Praga, Txèquia 2 de novembre de 2021 Dura interior | O₂ Arena, Praga, Txèquia 2 de novembre de 2021 Dura interior                  | · Canadà · 0 |     |     |  |
| \| \| [5] \| \| 1 \| 2 \| 3 \| \| \| - \| --------------- \| ----------------------------------------------------------------------------- \| --- \| --- \| --- \| \| \| 1 \| Rússia · Canadà \| Dària Kassàtkina Carol Zhao \| 6 3 \| 6 1 \| \| \| \| 2 \| Rússia · Canadà \| Anastassia Pavliutxénkova Rebecca Marino \| 6 4 \| 4 6 \| 6 2 \| \| \| 3 \| Rússia · Canadà \| Veronika Kudermétova / Liudmila Samsonova Gabriela Dabrowski / Rebecca Marino \| 6 3 \| 6 1 \| \| \| |                                                              |                                                                               |              |     |     |  |
| | [ 5 ]                                                        |                                                                               | 1            | 2   | 3   |  |
| 1 | Rússia · Canadà                                              | Dària Kassàtkina Carol Zhao                                                   | 6 3          | 6 1 |     |  |
| 2 | Rússia · Canadà                                              | Anastassia Pavliutxénkova Rebecca Marino                                      | 6 4          | 4 6 | 6 2 |  |
| 3 | Rússia · Canadà                                              | Veronika Kudermétova / Liudmila Samsonova Gabriela Dabrowski / Rebecca Marino | 6 3          | 6 1 |     |  |

#### França vs. Rússia
| · França · 1 | O₂ Arena, Praga, Txèquia 3 de novembre de 2021 Dura interior | O₂ Arena, Praga, Txèquia 3 de novembre de 2021 Dura interior         | · Rússia · 2 |     |     |  |
| \| \| [6] \| \| 1 \| 2 \| 3 \| \| \| - \| --------------- \| -------------------------------------------------------------------- \| --- \| --- \| --- \| \| \| 1 \| França · Rússia \| Clara Burel Ekaterina Alexandrova \| 3 6 \| 6 4 \| 6 3 \| \| \| 2 \| França · Rússia \| Alizé Cornet Anastassia Pavliutxénkova \| 7 5 \| 4 6 \| 2 6 \| \| \| 3 \| França · Rússia \| Clara Burel / Alizé Cornet Veronika Kudermétova / Liudmila Samsonova \| 2 6 \| 1 6 \| \| \| |                                                              |                                                                      |              |     |     |  |
| | [ 6 ]                                                        |                                                                      | 1            | 2   | 3   |  |
| 1 | França · Rússia                                              | Clara Burel Ekaterina Alexandrova                                    | 3 6          | 6 4 | 6 3 |  |
| 2 | França · Rússia                                              | Alizé Cornet Anastassia Pavliutxénkova                               | 7 5          | 4 6 | 2 6 |  |
| 3 | França · Rússia                                              | Clara Burel / Alizé Cornet Veronika Kudermétova / Liudmila Samsonova | 2 6          | 1 6 |     |  |

### Grup B

#### Classificació
| CS | País      | Austràlia | Belarús | Bèlgica | Punts | Partits | Sets  | Pos. |
| 2  | Austràlia |           | 2−1     | 2−1     | 2 − 0 | 4 − 2   | 8 − 7 | 1    |
|    | Belarús   | 1−2       |         | 1−2     | 0 − 2 | 2 − 4   | 6 − 8 | 3    |
|    | Bèlgica   | 1−2       | 2−1     |         | 1 − 1 | 3 − 3   | 8 − 7 | 2    |

#### Belarús vs. Bèlgica
| · Belarús · 1 | O₂ Arena, Praga, Txèquia 1 de novembre de 2021 Dura interior | O₂ Arena, Praga, Txèquia 1 de novembre de 2021 Dura interior        | · Bèlgica · 2 |     |     |  |
| \| \| [7] \| \| 1 \| 2 \| 3 \| \| \| - \| ----------------- \| ------------------------------------------------------------------- \| --- \| --- \| --- \| \| \| 1 \| Belarús · Bèlgica \| Iryna Shymanovich Greet Minnen \| 2 6 \| 2 6 \| \| \| \| 2 \| Belarús · Bèlgica \| Aliaksandra Sasnovich Elise Mertens \| 2 6 \| 6 4 \| 2 6 \| \| \| 3 \| Belarús · Bèlgica \| Vera Lapko / Aliaksandra Sasnovich Kirsten Flipkens / Elise Mertens \| 6 4 \| 6 3 \| \| \| |                                                              |                                                                     |               |     |     |  |
| | [ 7 ]                                                        |                                                                     | 1             | 2   | 3   |  |
| 1 | Belarús · Bèlgica                                            | Iryna Shymanovich Greet Minnen                                      | 2 6           | 2 6 |     |  |
| 2 | Belarús · Bèlgica                                            | Aliaksandra Sasnovich Elise Mertens                                 | 2 6           | 6 4 | 2 6 |  |
| 3 | Belarús · Bèlgica                                            | Vera Lapko / Aliaksandra Sasnovich Kirsten Flipkens / Elise Mertens | 6 4           | 6 3 |     |  |

#### Austràlia vs. Bèlgica
| · Austràlia · 2 | O₂ Arena, Praga, Txèquia 2 de novembre de 2021 Dura interior | O₂ Arena, Praga, Txèquia 2 de novembre de 2021 Dura interior | · Bèlgica · 1 |      |     |  |
| \| \| [8] \| \| 1 \| 2 \| 3 \| \| \| - \| ------------------- \| -------------------------------------------------------- \| --- \| ---- \| --- \| \| \| 1 \| Austràlia · Bèlgica \| Daria Gavrilova Greet Minnen \| 6 4 \| 1 6 \| 6 4 \| \| \| 2 \| Austràlia · Bèlgica \| Storm Sanders Elise Mertens \| 3 6 \| 7 6⁵ \| 6 0 \| \| \| 3 \| Austràlia · Bèlgica \| Ellen Perez / Storm Sanders Elise Mertens / Greet Minnen \| 2 6 \| 4 6 \| \| \| |                                                              |                                                              |               |      |     |  |
| | [ 8 ]                                                        |                                                              | 1             | 2    | 3   |  |
| 1 | Austràlia · Bèlgica                                          | Daria Gavrilova Greet Minnen                                 | 6 4           | 1 6  | 6 4 |  |
| 2 | Austràlia · Bèlgica                                          | Storm Sanders Elise Mertens                                  | 3 6           | 7 6⁵ | 6 0 |  |
| 3 | Austràlia · Bèlgica                                          | Ellen Perez / Storm Sanders Elise Mertens / Greet Minnen     | 2 6           | 4 6  |     |  |

#### Austràlia vs. Belarús
| · Austràlia · 2 | O₂ Arena, Praga, Txèquia 4 de novembre de 2021 Dura interior | O₂ Arena, Praga, Txèquia 4 de novembre de 2021 Dura interior          | · Belarús · 1 |     |     |  |
| \| \| [9] \| \| 1 \| 2 \| 3 \| \| \| - \| ------------------- \| --------------------------------------------------------------------- \| --- \| --- \| --- \| \| \| 1 \| Austràlia · Belarús \| Storm Sanders Yuliya Hatouka \| 6 3 \| 6 3 \| \| \| \| 2 \| Austràlia · Belarús \| Ajla Tomljanović Aliaksandra Sasnovich \| 4 6 \| 6 2 \| 6 3 \| \| \| 3 \| Austràlia · Belarús \| Olivia Gadecki / Ellen Perez Lidziya Marozava / Aliaksandra Sasnovich \| 4 6 \| 4 6 \| \| \| |                                                              |                                                                       |               |     |     |  |
| | [ 9 ]                                                        |                                                                       | 1             | 2   | 3   |  |
| 1 | Austràlia · Belarús                                          | Storm Sanders Yuliya Hatouka                                          | 6 3           | 6 3 |     |  |
| 2 | Austràlia · Belarús                                          | Ajla Tomljanović Aliaksandra Sasnovich                                | 4 6           | 6 2 | 6 3 |  |
| 3 | Austràlia · Belarús                                          | Olivia Gadecki / Ellen Perez Lidziya Marozava / Aliaksandra Sasnovich | 4 6           | 4 6 |     |  |

### Grup C

#### Classificació
| CS | País         | Estats Units | Espanya | Eslovàquia | Punts | Partits | Sets  | Pos. |
| 3  | Estats Units |              | 2−1     | 1−2        | 1 − 1 | 3 − 3   | 7 − 6 | 1    |
|    | Espanya      | 1−2          |         | 2−1        | 1 − 1 | 3 − 3   | 7 − 8 | 3    |
|    | Eslovàquia   | 2−1          | 1−2     |            | 1 − 1 | 3 − 3   | 8 − 8 | 2    |

#### Espanya vs. Eslovàquia
| · Espanya · 2 | O₂ Arena, Praga, Txèquia 1 de novembre de 2021 Dura interior | O₂ Arena, Praga, Txèquia 1 de novembre de 2021 Dura interior                    | · Eslovàquia · 1 |     |          |  |
| \| \| [10] \| \| 1 \| 2 \| 3 \| \| \| - \| -------------------- \| ------------------------------------------------------------------------------- \| --- \| --- \| -------- \| \| \| 1 \| Espanya · Eslovàquia \| Carla Suárez Navarro Viktória Kužmová \| 2 6 \| 6 3 \| 3 6 \| \| \| 2 \| Espanya · Eslovàquia \| Sara Sorribes Tormo Anna Karolína Schmiedlová \| 6 3 \| 3 6 \| 6 2 \| \| \| 3 \| Espanya · Eslovàquia \| Sara Sorribes Tormo / Carla Suárez Navarro Viktória Kužmová / Tereza Mihalíková \| 4 6 \| 6 2 \| [10] [7] \| \| |                                                              |                                                                                 |                  |     |          |  |
| | [ 10 ]                                                       |                                                                                 | 1                | 2   | 3        |  |
| 1 | Espanya · Eslovàquia                                         | Carla Suárez Navarro Viktória Kužmová                                           | 2 6              | 6 3 | 3 6      |  |
| 2 | Espanya · Eslovàquia                                         | Sara Sorribes Tormo Anna Karolína Schmiedlová                                   | 6 3              | 3 6 | 6 2      |  |
| 3 | Espanya · Eslovàquia                                         | Sara Sorribes Tormo / Carla Suárez Navarro Viktória Kužmová / Tereza Mihalíková | 4 6              | 6 2 | [10] [7] |  |

#### Estats Units vs. Eslovàquia
| · Estats Units · 1 | O₂ Arena, Praga, Txèquia 2 de novembre de 2021 Dura interior | O₂ Arena, Praga, Txèquia 2 de novembre de 2021 Dura interior             | · Eslovàquia · 2 |      |           |  |
| \| \| [11] \| \| 1 \| 2 \| 3 \| \| \| - \| ------------------------- \| ------------------------------------------------------------------------ \| --- \| ---- \| --------- \| \| \| 1 \| Estats Units · Eslovàquia \| Shelby Rogers Viktória Kužmová \| 4 6 \| 4 6 \| \| \| \| 2 \| Estats Units · Eslovàquia \| Danielle Collins Anna Karolína Schmiedlová \| 6 3 \| 6 2 \| \| \| \| 3 \| Estats Units · Eslovàquia \| Caroline Dolehide / CoCo Vandeweghe Viktória Kužmová / Tereza Mihalíková \| 2 6 \| 7 6⁵ \| [10] [12] \| \| |                                                              |                                                                          |                  |      |           |  |
| | [ 11 ]                                                       |                                                                          | 1                | 2    | 3         |  |
| 1 | Estats Units · Eslovàquia                                    | Shelby Rogers Viktória Kužmová                                           | 4 6              | 4 6  |           |  |
| 2 | Estats Units · Eslovàquia                                    | Danielle Collins Anna Karolína Schmiedlová                               | 6 3              | 6 2  |           |  |
| 3 | Estats Units · Eslovàquia                                    | Caroline Dolehide / CoCo Vandeweghe Viktória Kužmová / Tereza Mihalíková | 2 6              | 7 6⁵ | [10] [12] |  |

#### Estats Units vs. Espanya
| · Estats Units · 2 | O₂ Arena, Praga, Txèquia 3 de novembre de 2021 Dura interior | O₂ Arena, Praga, Txèquia 3 de novembre de 2021 Dura interior         | · Espanya · 1 |     |   |  |
| \| \| [12] \| \| 1 \| 2 \| 3 \| \| \| - \| ---------------------- \| -------------------------------------------------------------------- \| --- \| --- \| - \| \| \| 1 \| Estats Units · Espanya \| Sloane Stephens Nuria Párrizas Díaz \| 6 4 \| 6 4 \| \| \| \| 2 \| Estats Units · Espanya \| Danielle Collins Sara Sorribes Tormo \| 6 1 \| 6 0 \| \| \| \| 3 \| Estats Units · Espanya \| Caroline Dolehide / CoCo Vandeweghe Aliona Bolsova / Rebeka Masarova \| 3 6 \| 4 6 \| \| \| |                                                              |                                                                      |               |     |   |  |
| | [ 12 ]                                                       |                                                                      | 1             | 2   | 3 |  |
| 1 | Estats Units · Espanya                                       | Sloane Stephens Nuria Párrizas Díaz                                  | 6 4           | 6 4 |   |  |
| 2 | Estats Units · Espanya                                       | Danielle Collins Sara Sorribes Tormo                                 | 6 1           | 6 0 |   |  |
| 3 | Estats Units · Espanya                                       | Caroline Dolehide / CoCo Vandeweghe Aliona Bolsova / Rebeka Masarova | 3 6           | 4 6 |   |  |

### Grup D

#### Classificació
| CS | País     | Txèquia | Alemanya | Suïssa | Punts | Partits | Sets   | Pos. |
| 4  | Txèquia  |         | 2−1      | 1−2    | 1 − 1 | 3 − 3   | 7 − 7  | 2    |
|    | Alemanya | 1−2     |          | 0−3    | 0 − 2 | 1 − 5   | 4 − 11 | 3    |
|    | Suïssa   | 2−1     | 3−0      |        | 2 − 0 | 5 − 1   | 10 − 3 | 1    |

#### Txèquia vs. Alemanya
| · Txèquia · 2 | O₂ Arena, Praga, Txèquia 1 de novembre de 2021 Dura interior | O₂ Arena, Praga, Txèquia 1 de novembre de 2021 Dura interior           | · Alemanya · 1 |      |          |  |
| \| \| [13] \| \| 1 \| 2 \| 3 \| \| \| - \| ------------------ \| ---------------------------------------------------------------------- \| ---- \| ---- \| -------- \| \| \| 1 \| Txèquia · Alemanya \| Markéta Vondroušová Andrea Petkovic \| 6 1 \| 6 3 \| \| \| \| 2 \| Txèquia · Alemanya \| Barbora Krejčíková Angelique Kerber \| 7 6⁵ \| 0 6 \| 4 6 \| \| \| 3 \| Txèquia · Alemanya \| Lucie Hradecká / Kateřina Siniaková Anna-Lena Friedsam / Jule Niemeier \| 6 4 \| 6² 7 \| [10] [8] \| \| |                                                              |                                                                        |                |      |          |  |
| | [ 13 ]                                                       |                                                                        | 1              | 2    | 3        |  |
| 1 | Txèquia · Alemanya                                           | Markéta Vondroušová Andrea Petkovic                                    | 6 1            | 6 3  |          |  |
| 2 | Txèquia · Alemanya                                           | Barbora Krejčíková Angelique Kerber                                    | 7 6⁵           | 0 6  | 4 6      |  |
| 3 | Txèquia · Alemanya                                           | Lucie Hradecká / Kateřina Siniaková Anna-Lena Friedsam / Jule Niemeier | 6 4            | 6² 7 | [10] [8] |  |

#### Alemanya vs. Suïssa
| · Alemanya · 0 | O₂ Arena, Praga, Txèquia 2 de novembre de 2021 Dura interior | O₂ Arena, Praga, Txèquia 2 de novembre de 2021 Dura interior         | · Suïssa · 3 |     |     |  |
| \| \| [14] \| \| 1 \| 2 \| 3 \| \| \| - \| ----------------- \| -------------------------------------------------------------------- \| --- \| --- \| --- \| \| \| 1 \| Alemanya · Suïssa \| Andrea Petkovic Viktorija Golubic \| 4 6 \| 5 7 \| \| \| \| 2 \| Alemanya · Suïssa \| Angelique Kerber Belinda Bencic \| 7 5 \| 2 6 \| 2 6 \| \| \| 3 \| Alemanya · Suïssa \| Anna-Lena Friedsam / Jule Niemeier Viktorija Golubic / Jil Teichmann \| 1 6 \| 2 6 \| \| \| |                                                              |                                                                      |              |     |     |  |
| | [ 14 ]                                                       |                                                                      | 1            | 2   | 3   |  |
| 1 | Alemanya · Suïssa                                            | Andrea Petkovic Viktorija Golubic                                    | 4 6          | 5 7 |     |  |
| 2 | Alemanya · Suïssa                                            | Angelique Kerber Belinda Bencic                                      | 7 5          | 2 6 | 2 6 |  |
| 3 | Alemanya · Suïssa                                            | Anna-Lena Friedsam / Jule Niemeier Viktorija Golubic / Jil Teichmann | 1 6          | 2 6 |     |  |

#### Txèquia vs. Suïssa
| · Txèquia · 1 | O₂ Arena, Praga, Txèquia 4 de novembre de 2021 Dura interior | O₂ Arena, Praga, Txèquia 4 de novembre de 2021 Dura interior       | · Suïssa · 2 |     |   |  |
| \| \| [15] \| \| 1 \| 2 \| 3 \| \| \| - \| ---------------- \| ------------------------------------------------------------------ \| ---- \| --- \| - \| \| \| 1 \| Txèquia · Suïssa \| Markéta Vondroušová Viktorija Golubic \| 6 4 \| 6 2 \| \| \| \| 2 \| Txèquia · Suïssa \| Barbora Krejčíková Belinda Bencic \| 6² 7 \| 4 6 \| \| \| \| 3 \| Txèquia · Suïssa \| Lucie Hradecká / Kateřina Siniaková Belinda Bencic / Jil Teichmann \| 3 6 \| 3 6 \| \| \| |                                                              |                                                                    |              |     |   |  |
| | [ 15 ]                                                       |                                                                    | 1            | 2   | 3 |  |
| 1 | Txèquia · Suïssa                                             | Markéta Vondroušová Viktorija Golubic                              | 6 4          | 6 2 |   |  |
| 2 | Txèquia · Suïssa                                             | Barbora Krejčíková Belinda Bencic                                  | 6² 7         | 4 6 |   |  |
| 3 | Txèquia · Suïssa                                             | Lucie Hradecká / Kateřina Siniaková Belinda Bencic / Jil Teichmann | 3 6          | 3 6 |   |  |

## Fase final

### Quadre
|  | Semifinals 5 de novembre | Semifinals 5 de novembre | Semifinals 5 de novembre |   |   | Final 6 de novembre | Final 6 de novembre | Final 6 de novembre |  |  |  |  |  |
|  |                          |                          |                          |   |   |                     |                     |                     |  |  |  |  |  |
|  |                          |                          |                          |   |   |                     |                     |                     |  |  |  |  |  |
|  |                          | Rússia                   | 2                        |   |   |                     |                     |                     |  |  |  |  |  |
|  |                          | Rússia                   | 2                        |   |   |                     |                     |                     |  |  |  |  |  |
|  | 3                        | Estats Units             | 1                        |   |   |                     |                     |                     |  |  |  |  |  |
|  | 3                        | Estats Units             | 1                        |   |   | Rússia              | 2                   |                     |  |  |  |  |  |
|  |                          |                          |                          |   |   | Rússia              | 2                   |                     |  |  |  |  |  |
|  |                          |                          | Suïssa                   | 0 |   |                     |                     |                     |  |  |  |  |  |
|  | 2                        | Austràlia                | Suïssa                   | 0 | 0 |                     |                     |                     |  |  |  |  |  |
|  | 2                        | Austràlia                |                          |   |   |                     |                     |                     |  |  |  |  |  |
|  |                          | Suïssa                   | 2                        |   |   |                     |                     |                     |  |  |  |  |  |

### Semifinals

#### Rússia vs. Estats Units
| · Rússia · 2 | O₂ Arena, Praga, Txèquia 5 de novembre de 2021 Dura interior | O₂ Arena, Praga, Txèquia 5 de novembre de 2021 Dura interior              | · Estats Units · 1 |      |     |  |
| \| \| [16] \| \| 1 \| 2 \| 3 \| \| \| - \| --------------------- \| ------------------------------------------------------------------------- \| ---- \| ---- \| --- \| \| \| 1 \| Rússia · Estats Units \| Liudmila Samsonova Sloane Stephens \| 1 6 \| 6 4 \| 6 3 \| \| \| 2 \| Rússia · Estats Units \| Anastassia Pavliutxénkova Danielle Collins \| 7 6² \| 6⁹ 7 \| 2 6 \| \| \| 3 \| Rússia · Estats Units \| Veronika Kudermétova / Liudmila Samsonova Shelby Rogers / CoCo Vandeweghe \| 6 3 \| 6 3 \| \| \| |                                                              |                                                                           |                    |      |     |  |
| | [ 16 ]                                                       |                                                                           | 1                  | 2    | 3   |  |
| 1 | Rússia · Estats Units                                        | Liudmila Samsonova Sloane Stephens                                        | 1 6                | 6 4  | 6 3 |  |
| 2 | Rússia · Estats Units                                        | Anastassia Pavliutxénkova Danielle Collins                                | 7 6²               | 6⁹ 7 | 2 6 |  |
| 3 | Rússia · Estats Units                                        | Veronika Kudermétova / Liudmila Samsonova Shelby Rogers / CoCo Vandeweghe | 6 3                | 6 3  |     |  |

#### Austràlia vs. Suïssa
| · Austràlia · 0 | O₂ Arena, Praga, Txèquia 5 de novembre de 2021 Dura interior | O₂ Arena, Praga, Txèquia 5 de novembre de 2021 Dura interior    | · Suïssa · 2 |     |   |             |
| \| \| [17] \| \| 1 \| 2 \| 3 \| \| \| - \| ------------------ \| --------------------------------------------------------------- \| --- \| --- \| - \| ----------- \| \| 1 \| Austràlia · Suïssa \| Storm Sanders Jil Teichmann \| 0 6 \| 3 6 \| \| \| \| 2 \| Austràlia · Suïssa \| Ajla Tomljanović Belinda Bencic \| 3 6 \| 2 6 \| \| \| \| 3 \| Austràlia · Suïssa \| Ellen Perez / Storm Sanders Viktorija Golubic / Stefanie Vögele \| \| \| \| no disputat \| |                                                              |                                                                 |              |     |   |             |
| | [ 17 ]                                                       |                                                                 | 1            | 2   | 3 |             |
| 1 | Austràlia · Suïssa                                           | Storm Sanders Jil Teichmann                                     | 0 6          | 3 6 |   |             |
| 2 | Austràlia · Suïssa                                           | Ajla Tomljanović Belinda Bencic                                 | 3 6          | 2 6 |   |             |
| 3 | Austràlia · Suïssa                                           | Ellen Perez / Storm Sanders Viktorija Golubic / Stefanie Vögele |              |     |   | no disputat |

### Final
| · Rússia · 2 | O₂ Arena, Praga, Txèquia 6 de novembre de 2021 Dura interior | O₂ Arena, Praga, Txèquia 6 de novembre de 2021 Dura interior                 | · Suïssa · 0 |     |     |             |
| \| \| [18] \| \| 1 \| 2 \| 3 \| \| \| - \| --------------- \| ---------------------------------------------------------------------------- \| --- \| --- \| --- \| ----------- \| \| 1 \| Rússia · Suïssa \| Dària Kassàtkina Jil Teichmann \| 6 2 \| 6 4 \| \| \| \| 2 \| Rússia · Suïssa \| Liudmila Samsonova Belinda Bencic \| 3 6 \| 6 3 \| 6 4 \| \| \| 3 \| Rússia · Suïssa \| Ekaterina Alexandrova / Dària Kassàtkina Viktorija Golubic / Stefanie Vögele \| \| \| \| no disputat \| |                                                              |                                                                              |              |     |     |             |
| | [ 18 ]                                                       |                                                                              | 1            | 2   | 3   |             |
| 1 | Rússia · Suïssa                                              | Dària Kassàtkina Jil Teichmann                                               | 6 2          | 6 4 |     |             |
| 2 | Rússia · Suïssa                                              | Liudmila Samsonova Belinda Bencic                                            | 3 6          | 6 3 | 6 4 |             |
| 3 | Rússia · Suïssa                                              | Ekaterina Alexandrova / Dària Kassàtkina Viktorija Golubic / Stefanie Vögele |              |     |     | no disputat |